# Império de Oió
```
   |-
       |
Erro:
:  
valor não especificado para "
nome_comum
"
```

O Império de Oió (em iorubá: Ilú-ọba Ọ̀yọ́; c. 1400 - 1835) foi um império da África Ocidental localizado no que é hoje o sudoeste da Nigéria e o sudeste do Benim. O império foi fundado por iorubás no século XV e cresceu ao ponto de se tornar um dos maiores estados do Oeste africano. Este crescimento deve-se ao comércio (sobretudo de escravos) e superioridade da sua cavalaria. Foi o estado mais importante na região de meados do século XVII ao fim do XVIII, dominando não só outros estados iorubás mas também de povos vizinhos, sendo o mais notável os Fons do Reino do Daomé, localizado no que é hoje o Benim.

## Origem Mítica

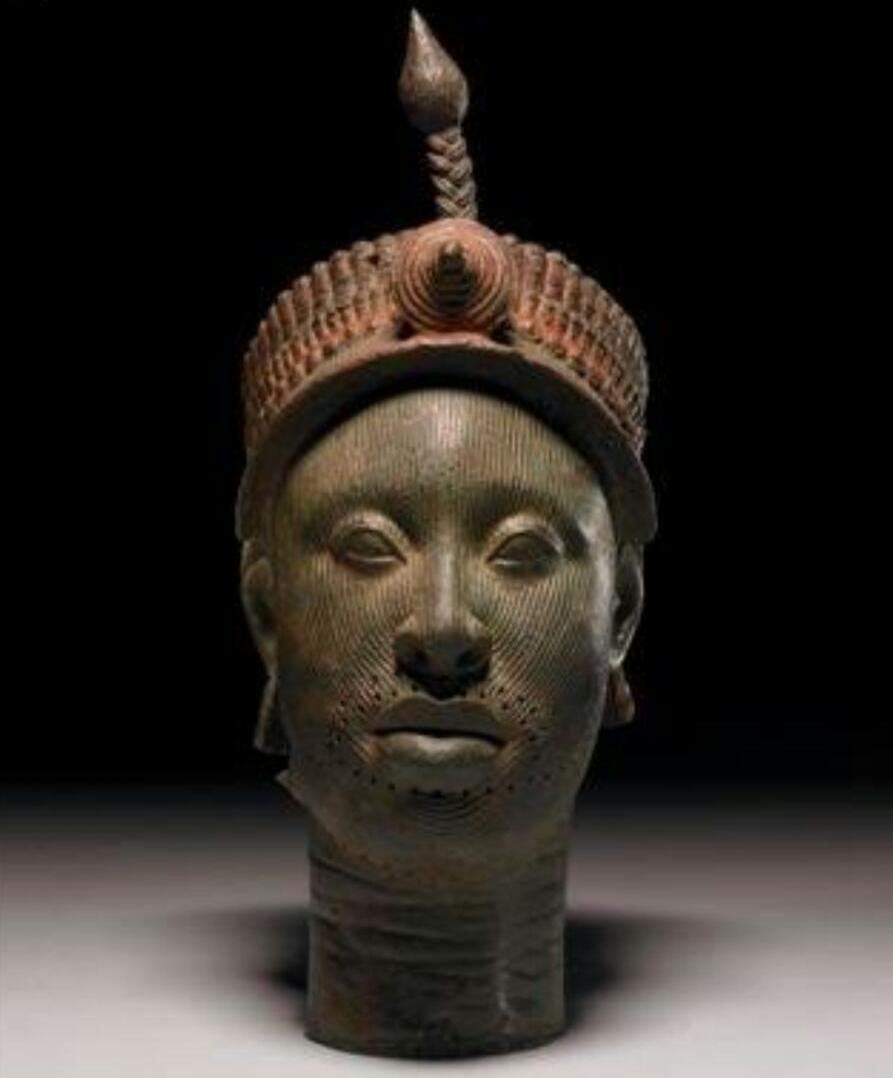
Cabeça em bronze do rei de Ifé no Museu Britânico

O segundo príncipe do reino iorubá de Ifé, Oraniã, fez um acordo com o irmão para lançar uma incursão punitiva contra os seus vizinhos do norte por estes terem insultado seu pai, obá Odudua, o primeiro oni de Ifé. A caminho, os irmãos desentenderam-se e o exército foi dividido. A tropa de Oraniã não era suficiente para fazer um ataque com êxito, então vagaram pela costa sul até chegar a Bussa. Foi lá que o chefe local o recebeu e ofereceu-lhe uma grande serpente com um encanto mágico amarrado à sua garganta.
O chefe orientou Oraniã a acompanhar a cobra até que esta parasse em algum lugar por sete dias e desaparecesse no solo. Oraniã seguiu os conselhos e fundou Oió onde a serpente desapareceu. Oraniã fez de Oió seu novo reino e tornou-se o primeiro obá com o título de alafim de Oió (alafim significa "dono do palácio" em iorubá), deixando todos os seus tesouros em Ifé e permitindo que Adimu tomasse o seu lugar como rei.

## Período Inicial
Oraniã foi sucedido por Dadá Ajacá. Este obá foi deposto porque era desprovido de força militar e porque permitiu demasiada independência a seus subchefes. A liderança foi, então, conferida ao irmão de Ajacá, Xangô, que, mais tarde, foi divinizado como a deidade dos trovões e relâmpagos. Ajacá foi reabilitado após a morte de Xangô. Ajacá retornou ao trono pronto para a luta e profundamente tirano. Seu sucessor, Cori, conseguiu conquistar o resto do que, mais tarde, os historiadores chamaram de "Oió metropolitana".

### Oió-Ilê

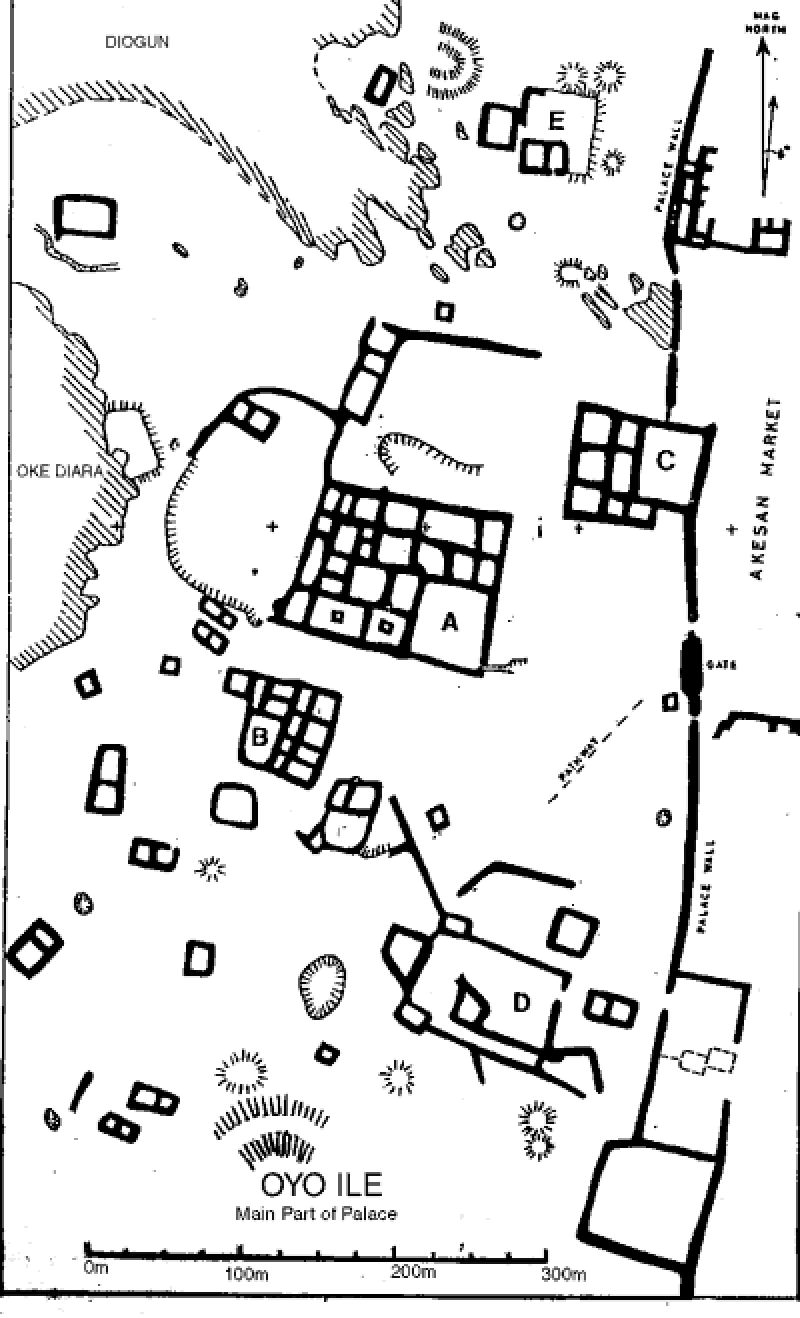
Uma análise da velha área delimitada do Palácio de Oió

O coração de Oió foi a sua capital Oió-Ilê, também conhecida como Catunga, Velha Oió e Oió-Orô. As duas estruturas mais importantes em Oió-Ilê eram o afim (palácio do obá) e o seu mercado. O palácio ficava no centro da cidade, perto do mercado do obá (Ojá-obá). Ao redor da capital, havia uma alta muralha de terra com 17 portas. A grandeza das duas estruturas (o palácio e o Ojá Obá) simbolizavam a importância do rei em Oió.

### Ocupação nupé
Oió cresceu com uma força interior formidável até o final do século XV. Durante mais de um século, o estado iorubá expandiu-se às custas dos seus vizinhos. Depois, durante o reinado de Onibogi, Oió sofreu derrotas militares nas mãos dos nupés conduzidos por Tsoedê. Por volta de 1535, os nupés ocuparam Oió e forçaram os seus governantes a refugiar-se no Reino de Borgu. Os nupés continuaram saqueando a capital, o que destruiu Oió como potência regional até o início do século XVII.

## Período Imperial
Oió atravessou um interregno de 80 anos com sua nobreza exilada depois da sua derrota pelos nupés. Oió reemergiu então, mais centralizado e expansivo do que nunca. Não estavam mais satisfeitos simplesmente com a retomada de Oió, mas com o estabelecimento do seu poder ao longo de um vasto império. Durante o século XVII, Oió começou um longo intervalo de crescimento, tornando-se um grande império. Oió nunca abrangeu todos os povos de língua iorubá, mas foi, de longe, o mais populoso reino na história iorubá.

### Reconquista e expansão

Império de Oió e estados circundantes c. 1625

A chave para a reconquista iorubá de Oió foi um exército mais forte e um governo mais centralizado. Adotando o exemplo de seus inimigos tapas (o termo iorubá para "nupés"), os iorubas rearmaram-se não só com armaduras mas também com cavalaria. O alafim Ofinrã conseguiu recuperar a Oió original do território dos nupés. Uma nova capital, Oió-Iboo, foi construída, e a original ficou conhecida como Velha Oió. O próximo oba, Egonoju, conquistou quase totalmente a Iorubalândia. Depois disto, obá Orompotô conduziu ataques destrutivos ao reino nupé para garantir que Oió nunca fosse ameaçado por eles novamente.
Durante o reinado de obá Ajiboiedê, aconteceu o primeiro festival Bere, um evento que manteria muita significação entre os iorubás mesmo depois da queda de Oió. E foi com o seu sucessor, Abipa, que os iorubás repovoaram Oió-Ilê. Apesar de uma tentativa falha de conquistar o Império do Benim entre 1578 e 1608, Oió continuou a expandir-se. Os iorubás deram autonomia ao sudeste da Oió metropolitana, onde as áreas não iorubás poderiam funcionar como um divisor entre Oió e o império do Benim. Até o final do século XVI, os estados eués e Aja do moderna Benim foram pagadores de tributo a Oió.

#### As Guerras Daomeanas
O revigorado Império de Oió começou incursões em direção ao sul em meados de 1682. Até o final de sua expansão militar, as fronteiras de Oió atingiriam aproximadamente 200 milhas para o litoral sudoeste da sua capital. Encontrou muito pouca oposição séria, depois do seu fracasso contra o Benim, até o início do século XVIII. Em 1728, o Império de Oió invadiu o Reino do Daomé em uma grande e amarga campanha. A força que invadiu Daomé foi inteiramente composta de cavalaria. O Daomé não possuía cavalaria, mas possuía muitas armas de fogo. Essas armas de fogo se revelaram eficazes, assustando os cavalos da cavalaria de Oió e impedindo-lhes a carga. O exército do Daomé também construiu fortificações com trincheiras, que forçaram o exército de Oió a lutar como infantaria. A batalha durou quatro dias, mas os iorubás foram finalmente vitoriosos depois que os seus reforços chegaram. O Daomé foi, então, obrigado a pagar tributo para Oió. Este não seria o combate final, contudo, e os iorubás invadiriam o Daomé um total de sete vezes antes de que a pequena monarquia daomeana fosse totalmente subjugada em 1748.

## Declínio
Muitos acreditam que o declínio do império começou em 1754 com as intrigas dinásticas e os golpes de estado patrocinados pelo baxorum Gaha. Em 1796, uma revolta iniciada em Ilorin contra Awole (o Àláàfin, ou governante de Oió) foi comandada por Afonjá (o Aarê Ona Cacanfo, ou comandante supremo das forças armadas de Oió). Esta revolta, que levou à separação de Ilorim, marcou o começo da desintegração do Império de Oió, tão logo outros estados vassalos começaram a seguir o exemplo de Ilorim. Para assegurar apoio à sua causa, Afonjá recorreu à ajuda de um professor fula itinerante chamado Alim Alçali, visando a garantir a adesão dos iorubas muçulmanos e voluntários hauçás e fulas do norte, levando eventualmente à destruição de Oió-Ilê pelos fulas em 1835 e consequentemente à extinção do Império de Oió. Enquanto isso, em 1823, o reino do Daomé realizou incursões a territórios de Oió visando a capturar pessoas para serem vendidas como escravos no litoral. Oió, então, exigiu um pesado tributo do arroçu Guezô do Daomé como reparação. O rei Guezô enviou seu agente brasileiro, Francisco Félix de Sousa, para negociar a paz. Na impossibilidade de se chegar a um acordo, Oió atacou o Daomé e foi derrotado, o que encerrou a dominação de Oió sobre o reino do Daomé. Este, por sua vez, continuou seus ataques sobre o território de Oió.
Após a destruição da capital Oió-Ilê, a capital foi transferida para o sul, para a cidade de Ago de Oió. O obá Atibá tentou preservar o que restava de Oió encarregando a cidade de Ibadã de proteger a capital dos ataques de Ilorim vindos do norte e do nordeste. Ele também tentou fazer com que a cidade de Ijaye protegesse a capital dos ataques dos daomeanos vindos do oeste. O centro iorubá de poder moveu-se então para o sul, para a cidade de Ibadã, que havia sido fundada pelos militares de Oió em 1830. Porém os planos de Atiba fracassaram, e Oió nunca mais readquiriu seu poder. Em 1888, se tornou um protetorado da Grã-Bretanha. A partir de 1896, perdeu qualquer forma de poder.